# Ковачево (Сърбия)
Вижте пояснителната страница за други значения на Ковачево.
Ковачево е село в община град Нови пазар, Рашки окръг.
Според преброяването от 2002 г. има 240 души.
Ковачево е село в горния край на Дежевска долина.
Според преброяването от 2002 година 99,58 % от жителите на Ковачево са сърби.